# 约瑟夫·康特卢布
马里-约瑟夫·康特卢布·德·马拉雷（法語：Marie-Joseph Canteloube de Malaret，法語發音：[maʁi ʒɔzɛf kɑ̃tlub də malaʁɛ]；1879年10月21日—1957年11月4日），法国作曲家，音乐学家。生于法国东南部的阿诺奈，少时曾在银行工作，后到巴黎圣乐学院师从丹第学习，并成为一名作曲家。1925年，他创建了旨在收集民歌的组织，前往法国南部，收集了很多当地民歌和宗教曲调。1941年，他曾经为维希政权服务过，成为生涯中的污点。
康特卢布的作品较多，但目前大部分已被遗忘，仍在演出的只有他改编自民间旋律的《奥弗涅山区歌曲集》，这些歌曲朴素优美，在经过作曲家的润色之后，更加动人。另外，康特卢布还是一位音乐学家，撰写了丹第的传记。

## 外部連結
- 约瑟夫·康特卢布的免费乐谱，由国际乐谱典藏计划提供